# Selliguea sri-ratu
Selliguea sri-ratu är en stensöteväxtart som beskrevs av Peter Hans Hovenkamp.
Selliguea sri-ratu ingår i släktet Selliguea och familjen Polypodiaceae. Inga underarter finns listade i Catalogue of Life.